# Matalàs inflable

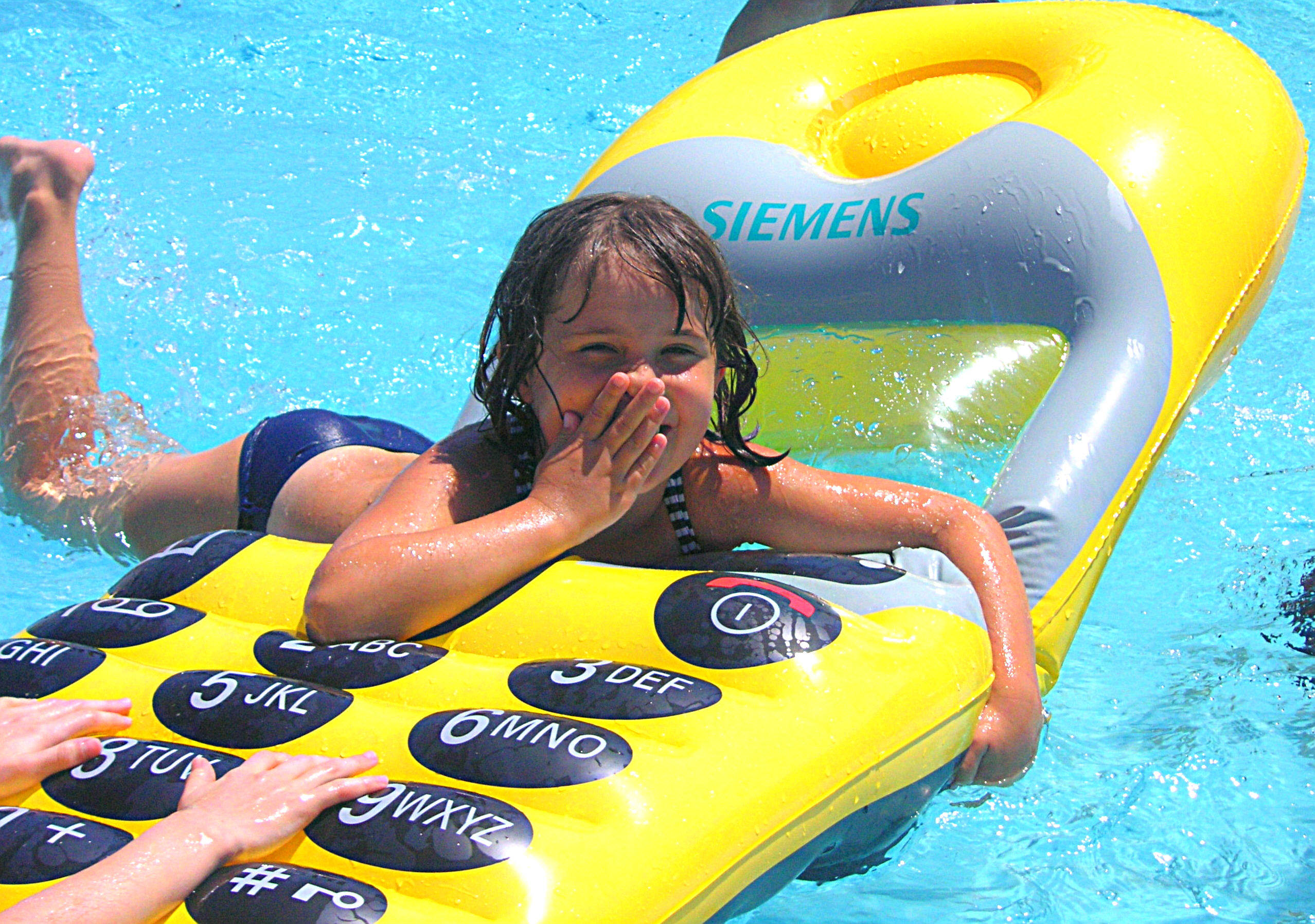
Matalàs d'aire en forma de telèfon mòbil gegant.

Un matalàs inflable (en valencià, matalaf unflable) és un tipus de matalàs que es pot inflar mitjançant una manxa; l'aire que conté proporciona un gran confort. S'utilitza, per exemple, per a dormir anant d'acampada, com a joguina de platja o simplement per a relaxar-se a la piscina. El desavantatge dels matalassos d'aire és que es poden perforar i, per tant, esdevenir inutilitzables. En el passat, aquests matalassos eren incòmodes, d'uns pocs centímetres de gruix, i s'enganxaven a la pell. Els nous matalassos inflables poden ser tan gruixuts com els matalassos reals i, de vegades coberts amb una capa de vellut per limitar l'adhesió a la fricció de la pell i el soroll del plàstic. Hi ha matalassos inflables elèctrics que s'inflen i es poden utilitzar en qüestió de minuts. La bomba sol tenir un dispositiu d'inversió per a desinflar el matalàs ràpidament per tal d'emmagatzemar-lo en poc espai.
Hi ha exemples molt antics de matalassos inflables.
Hi ha matalassos inflables per a càmping que estan farcits d'escuma, que en si mateixa proporciona poc suport, però s'expandeix quan s'obre la vàlvula d'aire permetent l'entrada d'aire, de manera que el matalàs (gairebé) s'infla sol. Això és especialment útil per als campistes que porten el seu equipament, ja que, a diferència dels matalassos inflables normals, no cal cap bomba per inflar-los.